# 17. nordlige breddekreds
Den 17. nordlige breddekreds (eller 17 grader nordlig bredde) er en breddekreds, der ligger 17 grader nord for ækvator. Den løber gennem Afrika, Asien, det Indiske Ocean, Stillehavet, Mellemamerika, Caribien og Atlanterhavet.
Efter Genevekonferencen i 1954 deltes Vietnam ved den 17. breddegrad i Nord- og Sydvietnam. Efter Vietnamkrigen forenedes Nord- og Sydvietnam.